# Kalina, Tỉnh West Pomeranian
Kalina [kaˈlina] (tiếng Đức: Meierei) là một ngôi làng thuộc khu hành chính của Gmina Sławoborze, thuộc quận Świdwin, West Pomeranian Voivodeship, ở phía tây bắc Ba Lan. Nó nằm khoảng 7 kilômét (4 mi)  phía tây bắc Sławoborze, 19 km (12 mi) về phía tây bắc của Świdwin và 90 km (56 mi) về phía đông bắc của thủ đô khu vực Szczecin.
Trước năm 1945, khu vực này là một phần của Đức. Đối với lịch sử của khu vực, xem Lịch sử của Pomerania.
Làng có dân số 30 người.